# Ropoh
Ropoh is een bestuurslaag in het regentschap Wonosobo van de provincie Midden-Java, Indonesië. Ropoh telt 4988 inwoners (volkstelling 2010).